# عوانة بن الحكم
أبو الحكم عوانة بن الحكم بن عوانة بن وزر الكلبي (توفي 147 هـ/ 764م) مؤرخ وأخباري كوفي، أحد الفصحاء، له كتاب: "التاريخ"، وكتاب "سير معاوية وبني أمية"، وهو مصدر رئيسي للتاريخ الأموي في تاريخ هشام بن الكلبي والمدائني. توفي في سنة 147 هـ.

## سيرته
كان عوانة ابن الحكم بن عوانة الكلبي، نائب الوالي الأموي لخراسان في 727م ثم والي السند. وهو من قبيلة بني كلب، عاش في الكوفة. يعتبر عوانة مصدرًا مهمًا للروايات التاريخية في العصر الأموي. وكثيرا ما يُستشهد به في تاريخ الطبري، وتاريخ هشام بن الكلبي والمدائني.